# Skapelseteologi
Skapelseteologi handlar om teologisk reflektion kring skapelsen, och människans relation till skapelsen. Inom denna gren av teologin är det Gud Skaparen som är det centrala, Första trosartikeln. Skapelseteologin menar att detta bör vara ett fundament inom teologin, som inte den övriga teologin får avvika från. Med skapelseteologen Grundtvigs berömda ord "Människa först, sedan kristen". 
Skapelseteologin utgör ekoteologins förutsättning, och var dess linda och ursprung. 
Kända skapelseteologer är N.F.S. Grundtvig, K.E. Løgstrup, Gustaf Wingren, Matthew Fox och Harry Månsus.